# Flacillula incognita
Flacillula incognita är en spindelart som beskrevs av Zabka 1985. Flacillula incognita ingår i släktet Flacillula och familjen hoppspindlar. Inga underarter finns listade i Catalogue of Life.